# Dolichopeza (Trichodolichopeza) thoracica
Dolichopeza (Trichodolichopeza) thoracica is een tweevleugelige uit de familie langpootmuggen (Tipulidae). De soort komt voor in het Afrotropisch gebied.